# چرکه
چرکه (به ترکی آذربایجانی: Çərəkə) یک منطقهٔ مسکونی در جمهوری آذربایجان است که در شهرستان گوی‌چای واقع شده‌است. چرکه ۳٬۴۸۰ نفر جمعیت دارد.